# Sycozoa georgiana
Sycozoa georgiana is een zakpijpensoort uit de familie van de Holozoidae. De wetenschappelijke naam van de soort is voor het eerst geldig gepubliceerd in 1907 door Michaelsen.